# Lojze Uršič
Lojze Uršič, slovenski gimnazijski profesor, publicist in prevajalec, * 20. oktober 1908, Krška vas pri Stični, † 4. oktober 1995, Krška vas pri Stični.  
Uršič je po končani osnovni šoli in gimnaziji študiral slavistiko na ljubljanski Filozofski fakulteti in leta 1932 diplomiral ter se nato strokovno izpopolnjeval v Bratislavi. Po odsluženem kadrovskem roku je služboval v različnih krajih Slovenije. Uršič je že med študijem v Bratislavi (1933) pisal članke v katerih obveščal slovensko javnost o nekaterih slovaških kulturnih, polititičnih in književnik dogodkih. Pozneje pa je prevedel več leposlovnih in poljudno strokovnih knjig iz slovaščine.